# (2642) Vésale
(2642) Vésale ist ein Asteroid des Hauptgürtels, der am 14. September 1961 vom belgischen Astronomen Sylvain Julien Victor Arend in Ukkel entdeckt wurde. 
Der Asteroid ist nach dem flämischen Anatomen Andreas Vesalius benannt.